# Trichosia
Trichosia is een geslacht van muggen uit de familie van de rouwmuggen (Sciaridae). De wetenschappelijke naam van het geslacht is voor het eerst geldig gepubliceerd in 1867 door Johannes Winnertz.
De kleine (enkele mm lange) muggen hebben lange, slanke poten en grote vleugels, langer dan het achterlijf. De vleugels zijn geheel of gedeeltelijk dicht behaard; dit onderscheidt Trichosia van het naburige geslacht Sciara waarvan de vleugels naakt of slechts microscopisch behaard zijn. Over hun biologie (en die van rouwmuggen in het algemeen) zijn weinig details bekend. De larven leven meestal in de bodem van organisch afval, onder de bast van bomen of in de vruchtlichamen van schimmels, wat het geval is bij Trichosia sinuata die in Finland uit de houtschimmel Fomitopsis rosea werd bekomen.

## Soorten
- T. acrotricha Tuomikoski, 1960
- T. basdeni Freeman, 1983
- T. borealis (Frey, 1942)
- T. confusa Menzel & Mohrig, 1997
- T. discolor (Lengersdorf, 1928)
- T. edwardsi Lengersdorf, 1930
- T. filispina Menzel & Mohrig, 1997
- T. flavicoxa Tuomikoski, 1960
- T. glabra (Meigen, 1830)
- T. gryptostyla Mohrig & Röschmann, 1997
- T. hebes Loew, 1869
- T. jenkinsoni Freeman, 1987
- T. morio (Fabricius, 1794)
- T. pulchricornis (Edwards, 1925)
- T. scotica (Edwards, 1925)
- T. sinuata Menzel & Mohrig, 1997
- T. splendens Winnertz, 1867
- T. ussurica Mohrig & Antonova, 1978